# Denniston Superb
Denniston Superb es una variedad cultivar de ciruelo (Prunus domestica), de las denominadas ciruelas europeas,
una variedad de ciruela obtenida de plántula de semilla de la variedad 'Reina Claudia Verde', en el vivero "Prince's Nursery", de Flushing (Nueva York) en el siglo XIX . 
Las frutas tienen un tamaño medio, color de piel verdoso, amarillo verdoso con alguna mancha rojiza a pleno sol, y pulpa de color ambarino, de textura tierna, jugosa, y sabor excelente dulce.

## Sinonimias
- "Denniston’s Superb",
- "Amiral de Rigny",[3]
- "Imperial Gage",
- "Superieur",
- "Rouge de Denniston",
- "White Gage".[4]

## Historia
El área de origen de los ciruelos "Reina Claudia" sería Oriente Medio, y se obtuvo en Francia tras el descubrimiento de un ciruelo importado de Asia que producía ciruelas de color verde. Este ciruelo fue traído a la corte de Francisco I por el embajador del reino de Francia ante la "Sublime Puerta", en nombre de Solimán el Magnífico.
El nombre de Reina Claudia es en honor de Claudia de Francia (1499–1524), duquesa de Bretaña, futura reina consorte de Francisco I de Francia (1494–1547). En Francia le decían la bonne reine.
La variedad 'Denniston Superb' debe su nombre a Isaac Denniston de Albany (Nueva York), fue obtenida en el vivero "Prince's Nursery", de William Prince Flushing (Nueva York), gracias a la siembra de huesos de la variedad 'Reina Claudia Verde' por parte de la generaciones anteriores de horticultores de la misma familia, las plántulas obtenidas cuando desalloraron árboles produjeron frutos de todos los colores, así las ciruelas 'Reina Claudia Washington' ("Washington Gage"), 'White Gage', 'Red Gage' y 'Prince's Gage' ('Imperial Gage'), ahora tan conocidas, forman parte de la progenie de aquellas ciruelas. La "American Pomological Society" agregó el 'Denniston Superb' a su lista de catálogo de frutas desde 1877 a 1899.
Ha sido descrita por :  1. Downing Fr. Trees Am. 275. 1845. 2. Mas Le Verger 6:121. 1866-73. 3. Mathieu Nom. Pom. 427. 1889. 4. Bartrum Pears and Plums 63. 1903.

## Características
'Denniston Superb' árbol grande, vigoroso, redondo y de copa abierta, resistente, muy productivo. Tiene un tiempo de floración que comienza a partir del 16 de abril con el 10% de floración, para el 20 de abril tiene una floración completa (80%), y para el 29 de abril tiene un 90% de caída de pétalos.
'Denniston Superb' tiene una talla de fruto medio, tiene forma ovalada, falta sutura; epidermis tiene una piel verdoso, amarillo verdoso con alguna mancha rojiza a pleno sol que va a verdoso pálido a la sombra; Pedúnculo corto, grueso o semi grueso;pulpa de color ambarino, de textura tierna, jugosa, y sabor excelente dulce.
Hueso libre o semi libre, de tamaño pequeño, redondeado, semi globoso, con la zona ventral ancha con cresta y aristas laterales muy salientes, con surco dorsal muy marcado, los laterales inexistentes, y las caras laterales rugosas.
Su tiempo de recogida de cosecha se inicia en su maduración en la primera decena de agosto.

## Usos
La ciruela 'Denniston Superb' se comen crudas de fruta fresca en mesa, en macedonias de frutas, pero también en postres, repostería, como acompañamiento de carnes y platos. Se transforma en mermeladas, almíbar de frutas, compotas. También se elabora en aguardiente de ciruela.

## Cultivo
La variedad 'Denniston Superb' se encuentra considerada como una variedad menor.
Autofértil, en el grupo de polinización 2, pero fructificará mejor con un compañero de polinización del grupo 1, 2 o 3.

## Enfermedades y plagas
Plagas específicas:
Pulgones, Cochinilla parda, aves Camachuelos, Orugas, Araña roja de árboles frutales, Polillas minadoras de hojas, Pulgón enrollador de hojas de ciruelo.
Enfermedades específicas:
Hoja de plata, cancro bacteriano, marchitez de flores y frutos por podredumbre parda.